# Álvar Núñez Cabeza de Vaca
Álvar Núñez Cabeza de Vaca   (Jerez de la Frontera, 1492 ↔ 1495 - Sevilla i Valladolid, 1559) fou un explorador espanyol del Nou Món. Fou un dels quatre supervivents de l'expedició de Narváez que durant vuit anys va recórrer el sud-oest dels Estats Units i nord de Mèxic fins a arribar a Culiacán, a Sinaloa, on trobaren una població espanyola. En tornar a la Península, el 1537, va escriure un relat, publicat per primera vegada el 1542 amb el títol de La Relación, tot i que en posteriors reedicions passà a anomenar-se Naufragios
Posteriorment, el 1540, tornà a Amèrica, sent anomenat Governador de Nova Andalusia, a l'actual Argentina, i on havia de restablir l'assentament de Buenos Aires, tot i que no tingué èxit. Amb tot fou el primer europeu a explorar el riu Paraguai i descriure les cascades de l'Iguaçú. Allà s'enfrontà a Domingo Martínez de Irala, tornant a Espanya el 1545 per a ser jutjat. Fou deportat al nord d'Àfrica i tot i que posteriorment la sentència fou commutada mai va tornar a Amèrica. Va morir en la pobresa a Sevilla.

## Biografia

### Primers anys i educació
Núñez Cabeza de Vaca va néixer vers el 1490 en el si d'una família hidalga a la ciutat de Jerez de la Frontera. Tot i ser un títol nobiliari, aquest era de baixa categoria i la família disposava de pocs recursos econòmics. En documents del segle xvi el seu nom apareix com a "Álvar Núñez Cabeza de Vaca".

### Expedició de Narváez i primers contactes amb els indis
El 17 de juny de 1527 Núñez Cabeza de Vaca va salpar de Sanlúcar de Barrameda en direcció Amèrica com a membre d'una expedició reial espanyola per tal de colonitzar la terra ferma de la costa del Golf, a les terres que els espanyols anomenen La Florida. Com a tresorer, va ser un dels primers oficials de l'expedició de Narváez. Després de diversos mesos de viatge van fer terra prop de l'actual badia de Tampa el 15 d'abril de 1528, però dels prop de 600 homes que hi arribaren sols ell i tres més van sobreviure.
Com els navegants no estaven segurs a l'indret on van fer terra, Cabeza de Vaca va considerar prudent mantenir les forces terrestres i marítimes unides. Narváez i els altres oficials, excitats pels rumors de l'existència d'or, el van desautoritzar i van iniciar una marxa a peu a través de la Florida, perdent-se ben aviat. Després de diversos mesos de lluita contra els indígenes a través de zones desèrtiques i pantanoses, el grup va arribar fins a la badia Apalachee amb 242 homes. Creien que estaven prop d'altres espanyols a Mèxic, però en realitat els separaven 1.500 milles de costa. Famolencs, ferits, malalts, i perduts per un terreny pantanós, els homes van idear un pla per escapar per l'aigua.
Van sacrificar i menjar-se els cavalls i van fondre els estreps, esperons, ferradures i altres elements de metall per forjar eines i claus. Van construir cinc embarcacions rudimentàries que volien emprar per anar fins a Mèxic. Cabeza de Vaca comandà una d'aquestes embarcacions, cadascuna de les quals havia de transportar una cinquantena d'homes. Mancats de menjar i aigua, el grup va seguir la costa cap a l'oest fins a arribar a la desembocadura del riu Mississipi. Els corrents els va arrossegar cap al Golf, veient-se afectats posteriorment per un huracà que provocà la pèrdua de la major part dels expedicionaris, entre ells Narváez.
Dues embarcacions, amb uns 40 supervivents, entre ells Cabeza de Vaca, van sobreviure en naufragar prop de l'illa Galveston (ara part de Texas). Els exploradors la van anomenar Malhado ("Desgràcia"), o l'Illa de la Perdició. Van intentar reparar les embarcacions emprant la roba per tapar els forats, però una gran onada les va acabar destruint. Ràpidament el nombre de supervivents es va anar reduint, sent esclavitzats durant alguns anys per diverses tribus de la costa nord del Golf, com ara els Hans, els Capoques, els Karankawes i els Coahuiltecs. Només quatre homes, Cabeza de Vaca, Andrés Dorantes de Carranza, Alonso del Castillo Maldonado i un esclau amazic anomenat Estebanico van sobreviure i escapar per arribar a la ciutat de Mèxic, des d'on iniciaren el viatge de tornada a Europa el 1537.
Viatjant en aquest petit grup Cabeza de Vaca explorà el que avui és Texas, fins al nord-est de Mèxic, als estats de Tamaulipas, Nuevo León i Coahuila, i possiblement petits sectors de Nou Mèxic i Arizona. Posteriorment continuaren a través de Coahuila i Nova Biscaia fins a la costa del golf de Califòrnia, en el que avui és Sinaloa, en un trajecte que durà vuit anys. Ells van viure en unes condicions de pobresa extrema i fins i tot d'esclavitud. Durant les seves aventures, passant de tribu en tribu, Cabeza de Vaca desenvolupà simpaties per la població indígena. Es va convertir en un comerciant, cosa que li va permetre la llibertat de viatjar entre les tribus.

### Segon viatge a Amèrica
El 1540 Cabeza de Vaca va ser nomenat governador de la Nova Andalusia, a l'actual Argentina, amb l'objectiu de restablir l'assentament de Buenos Aires.
Es desplaçà fins a l'illa de Santa Catarina, a l'actual Brasil, des d'on amb un grup d'indígenes, més de 250 mosqueters i 26 cavalls va iniciar un viatge per terra, seguint camins tradicionals descoberts per Aleixo Garcia, fins a la capital espanyola del districte, Asunción, a la riba del riu Paraguai. Cabeza de Vaca es creu que fou el primer europeu a veure les cascades de l'Iguaçú.
Aviat entrà en conflicte amb els capitans i colons espanyols establerts en Asunción que, alentats per Domingo Martínez de Irala, rebutjaven l'autoritat del governador i els seus projectes d'organitzar la colonització del territori i oblidar-se de perseguir els quimèrics tresors dels que parlaven els mites indígenes.
Cabeza de Vaca es considera que va tenir una actitud inusual per l'època vers els indis. L'elit dels colons establerts a l'Argentina, coneguts com a encomenderos volien utilitzar els indígenes com a mà d'obra, cosa que no compartia Cabeza de Vaca. Això li va valdre perdre el seu suport. Junt amb el fracàs a l'hora de restablir l'assentament de Buenos Aires va dur a l'ex governador Domingo Martínez de Irala a detenir-lo per mala administració el 1544 i ser enviat a la Península per a ser jutjat el 1545.
Tot i que finalment fou exonerat del seu càstig mai més va tornar a Amèrica. Es dedicà a escriure un extens relat sobre Amèrica del Sud, molt crític amb Martínez de Irala. El relat fou afegit a l'anterior L'informe va ser lligat amb el seu anterior La Relación i publicat sota el títol Comentarios. Va morir en la pobresa a Sevilla al voltant de 1558.

## Filmografia
El 1991 el director Nicolás Echevarría realitzà una pel·lícula basada en aquest personatge, Cabeza de Vaca. El paper de Cabeza de Vaca l'interpretà l'actor Juan Diego. Basat en l'obra La Relacion, la pel·lícula participà en el 41è Festival Internacional de Cinema de Berlín.

## Avantpassats de Cabeza de Vaca
|  |                                           |  |  |  |  |  |  |  |  |  |  |  |  |  |  |  |
|  | 16. Gonzalo Gómez de Mendoza              |  |  |  |  |  |  |  |  |  |  |  |  |  |  |  |
|  |                                           |  |  |  |  |  |  |  |  |  |  |  |  |  |  |  |
|  |                                           |  |  |  |  |  |  |  |  |  |  |  |  |  |  |  |
|  | 8. Diego Gómez de Mendoza                 |  |  |  |  |  |  |  |  |  |  |  |  |  |  |  |
|  |                                           |  |  |  |  |  |  |  |  |  |  |  |  |  |  |  |
|  |                                           |  |  |  |  |  |  |  |  |  |  |  |  |  |  |  |
|  | 17. Juana Fernández de Orozco             |  |  |  |  |  |  |  |  |  |  |  |  |  |  |  |
|  |                                           |  |  |  |  |  |  |  |  |  |  |  |  |  |  |  |
|  |                                           |  |  |  |  |  |  |  |  |  |  |  |  |  |  |  |
|  | 4. Pedro de Vera y Mendoza Salazar        |  |  |  |  |  |  |  |  |  |  |  |  |  |  |  |
|  |                                           |  |  |  |  |  |  |  |  |  |  |  |  |  |  |  |
|  |                                           |  |  |  |  |  |  |  |  |  |  |  |  |  |  |  |
|  | 18. García de Vera                        |  |  |  |  |  |  |  |  |  |  |  |  |  |  |  |
|  |                                           |  |  |  |  |  |  |  |  |  |  |  |  |  |  |  |
|  |                                           |  |  |  |  |  |  |  |  |  |  |  |  |  |  |  |
|  | 9. María de Vera y de Vargas              |  |  |  |  |  |  |  |  |  |  |  |  |  |  |  |
|  |                                           |  |  |  |  |  |  |  |  |  |  |  |  |  |  |  |
|  |                                           |  |  |  |  |  |  |  |  |  |  |  |  |  |  |  |
|  | 19. Aldonza de Vargas                     |  |  |  |  |  |  |  |  |  |  |  |  |  |  |  |
|  |                                           |  |  |  |  |  |  |  |  |  |  |  |  |  |  |  |
|  |                                           |  |  |  |  |  |  |  |  |  |  |  |  |  |  |  |
|  | 2. Francisco de Vera y de Hinojosa        |  |  |  |  |  |  |  |  |  |  |  |  |  |  |  |
|  |                                           |  |  |  |  |  |  |  |  |  |  |  |  |  |  |  |
|  |                                           |  |  |  |  |  |  |  |  |  |  |  |  |  |  |  |
|  | 20.                                       |  |  |  |  |  |  |  |  |  |  |  |  |  |  |  |
|  |                                           |  |  |  |  |  |  |  |  |  |  |  |  |  |  |  |
|  |                                           |  |  |  |  |  |  |  |  |  |  |  |  |  |  |  |
|  | 10.                                       |  |  |  |  |  |  |  |  |  |  |  |  |  |  |  |
|  |                                           |  |  |  |  |  |  |  |  |  |  |  |  |  |  |  |
|  |                                           |  |  |  |  |  |  |  |  |  |  |  |  |  |  |  |
|  | 21.                                       |  |  |  |  |  |  |  |  |  |  |  |  |  |  |  |
|  |                                           |  |  |  |  |  |  |  |  |  |  |  |  |  |  |  |
|  |                                           |  |  |  |  |  |  |  |  |  |  |  |  |  |  |  |
|  | 5. Beatriz de Hinojosa                    |  |  |  |  |  |  |  |  |  |  |  |  |  |  |  |
|  |                                           |  |  |  |  |  |  |  |  |  |  |  |  |  |  |  |
|  |                                           |  |  |  |  |  |  |  |  |  |  |  |  |  |  |  |
|  | 22.                                       |  |  |  |  |  |  |  |  |  |  |  |  |  |  |  |
|  |                                           |  |  |  |  |  |  |  |  |  |  |  |  |  |  |  |
|  |                                           |  |  |  |  |  |  |  |  |  |  |  |  |  |  |  |
|  | 11.                                       |  |  |  |  |  |  |  |  |  |  |  |  |  |  |  |
|  |                                           |  |  |  |  |  |  |  |  |  |  |  |  |  |  |  |
|  |                                           |  |  |  |  |  |  |  |  |  |  |  |  |  |  |  |
|  | 23.                                       |  |  |  |  |  |  |  |  |  |  |  |  |  |  |  |
|  |                                           |  |  |  |  |  |  |  |  |  |  |  |  |  |  |  |
|  |                                           |  |  |  |  |  |  |  |  |  |  |  |  |  |  |  |
|  | 1. Álvar Núñez Cabeza de Vaca             |  |  |  |  |  |  |  |  |  |  |  |  |  |  |  |
|  |                                           |  |  |  |  |  |  |  |  |  |  |  |  |  |  |  |
|  |                                           |  |  |  |  |  |  |  |  |  |  |  |  |  |  |  |
|  | 24. Álvar Núñez Cabeza de Vaca            |  |  |  |  |  |  |  |  |  |  |  |  |  |  |  |
|  |                                           |  |  |  |  |  |  |  |  |  |  |  |  |  |  |  |
|  |                                           |  |  |  |  |  |  |  |  |  |  |  |  |  |  |  |
|  | 12. Fernán Ruíz Cabeza de Vaca            |  |  |  |  |  |  |  |  |  |  |  |  |  |  |  |
|  |                                           |  |  |  |  |  |  |  |  |  |  |  |  |  |  |  |
|  |                                           |  |  |  |  |  |  |  |  |  |  |  |  |  |  |  |
|  | 25. Teresa Vázquez de Meira               |  |  |  |  |  |  |  |  |  |  |  |  |  |  |  |
|  |                                           |  |  |  |  |  |  |  |  |  |  |  |  |  |  |  |
|  |                                           |  |  |  |  |  |  |  |  |  |  |  |  |  |  |  |
|  | 6. Pedro Fernández Cabeza de Vaca         |  |  |  |  |  |  |  |  |  |  |  |  |  |  |  |
|  |                                           |  |  |  |  |  |  |  |  |  |  |  |  |  |  |  |
|  |                                           |  |  |  |  |  |  |  |  |  |  |  |  |  |  |  |
|  | 26.                                       |  |  |  |  |  |  |  |  |  |  |  |  |  |  |  |
|  |                                           |  |  |  |  |  |  |  |  |  |  |  |  |  |  |  |
|  |                                           |  |  |  |  |  |  |  |  |  |  |  |  |  |  |  |
|  | 13. Beatriz González de Medina            |  |  |  |  |  |  |  |  |  |  |  |  |  |  |  |
|  |                                           |  |  |  |  |  |  |  |  |  |  |  |  |  |  |  |
|  |                                           |  |  |  |  |  |  |  |  |  |  |  |  |  |  |  |
|  | 27.                                       |  |  |  |  |  |  |  |  |  |  |  |  |  |  |  |
|  |                                           |  |  |  |  |  |  |  |  |  |  |  |  |  |  |  |
|  |                                           |  |  |  |  |  |  |  |  |  |  |  |  |  |  |  |
|  | 3. Teresa Cabeza de Vaca y de Zurita      |  |  |  |  |  |  |  |  |  |  |  |  |  |  |  |
|  |                                           |  |  |  |  |  |  |  |  |  |  |  |  |  |  |  |
|  |                                           |  |  |  |  |  |  |  |  |  |  |  |  |  |  |  |
|  | 28. Fernando Alfonso de Zurita y Natera   |  |  |  |  |  |  |  |  |  |  |  |  |  |  |  |
|  |                                           |  |  |  |  |  |  |  |  |  |  |  |  |  |  |  |
|  |                                           |  |  |  |  |  |  |  |  |  |  |  |  |  |  |  |
|  | 14. Diego Fernández de Zurita y Colsantos |  |  |  |  |  |  |  |  |  |  |  |  |  |  |  |
|  |                                           |  |  |  |  |  |  |  |  |  |  |  |  |  |  |  |
|  |                                           |  |  |  |  |  |  |  |  |  |  |  |  |  |  |  |
|  | 29.                                       |  |  |  |  |  |  |  |  |  |  |  |  |  |  |  |
|  |                                           |  |  |  |  |  |  |  |  |  |  |  |  |  |  |  |
|  |                                           |  |  |  |  |  |  |  |  |  |  |  |  |  |  |  |
|  | 7. Catalina de Zurita y Suárez de Moscoso |  |  |  |  |  |  |  |  |  |  |  |  |  |  |  |
|  |                                           |  |  |  |  |  |  |  |  |  |  |  |  |  |  |  |
|  |                                           |  |  |  |  |  |  |  |  |  |  |  |  |  |  |  |
|  | 15. Mencia Suárez de Moscoso              |  |  |  |  |  |  |  |  |  |  |  |  |  |  |  |
|  |                                           |  |  |  |  |  |  |  |  |  |  |  |  |  |  |  |
|  |                                           |  |  |  |  |  |  |  |  |  |  |  |  |  |  |  |

### Anglès
- Adorno, Rolena and Pautz, Patrick Charles; Alvar Nunez Cabeza De Vaca : His Account, His Life and the Expedition of Panfilo De Narvaez, 3 volumes, in English; University of Nebraska Press, Lincoln, London (1999); tapa dura; ISBN 978-0803214637
- Cabeza de Vaca, Álvar Núñez: The Narrative of Cabeza De Vaca, Translation of La Relacion, Rolena Adorno and Patrick Charles Pautz. Lincoln, NE: University of Nebraska Press 2003. ISBN 0-8032-6416-X (Una de les moltes edicions)
- Cabeza de Vaca, Álvar Núñez: Cabeza de Vaca's Adventures in the Unknown Interior of America, Traducció de La Relación, Cyclone Covey. Santa Fe, NM: University of New Mexico Press 1983. ISBN 0-8263-0656-X
- The Account: Álvar Núñez Cabeza de Vaca's Relacíon. Martin Favata (trad.) Jose Fernández (trad.).  Houston: Arte Público Press, February 1993. ISBN 978-1-55885-060-6.
- Cabeza de Vaca, Álvar Núñez: The Commentaries of Alvar Nunez Cabeza De Vaca., The Conquest of the River Plate, part II. London: Hakluyt, 1891. (Primera edició en anglès).
- Howard, David A. Conquistador in Chains: Cabeza de Vaca and the Indians of the Americas.  Tuscaloosa: University of Alabama Press, 1996. ISBN 978-0-8173-0828-5.
- Andrés Reséndez. A Land So Strange: The Epic Journey of Cabeza de Vaca, Basic Books, Perseus, 2007. ISBN 0-465-06840-5
- Paul Schneider, Brutal Journey, Cabeza de Vaca and the Epic First Crossing of North America, New York: Henry Holt, 2007. ISBN 0-8050-8320-0
- Udall, Stewart L.: Majestic Journey: Coronado's Inland Empire, Museum of New Mexico Press, 1995. ISBN 0-89013-285-2

### Castellà
- Adorno, Rolena and Pautz, Patrick Charles; Alvaro Núñez Cabeza de Vaca: sus logros, su vida y la expedición de Pánfilo de Narváez, 3 volumes, in Spanish; University of Nebraska Press, Lincoln, London (September 15, 1999); hardcover; 1317 pages; ISBN 978-0803214545
- Caba, Rubén; Gómez-Lucena, Eloísa. La odisea de Cabeza de Vaca: Tras los pasos de Álvar Núñez por tierras americanas.  Barcelona: Edhasa, 2008 (Terra Incógnita). ISBN 9788435039864.
- Caba, Rubén; Gómez-Lucena, Eloísa «Cabeza de Vaca: El Ulises del Nuevo Mundo» (en spanish). Clío Historia, 84, October 2008, pp. 72–79. ISSN: 1579-3532.
- «Carta de Luis Ramírez a su padre desde el Brasil (1528)» (PDF) (en spanish). Lemir. Universitat de València, July 2007, pàg. AJKDAS;LKJFL;KFHODHSUHYJ. ISSN: 1579-735X [Consulta: 14 abril 2010].
- Maura, Juan Francisco «Alvar Núñez Cabeza de Vaca: el gran burlador de América, Second Edition corrected and augmented» (PDF) (en spanish). Lemir. Universitat de València, July 2011. ISSN: 1579-735X [Consulta: 7 juliol 2011].
- Maura, Juan Francisco «Alvar Núñez Cabeza de Vaca: el gran burlador de América» (PDF) (en spanish). Lemir. Universitat de València, October 2008. ISSN: 1579-735X [Consulta: 14 abril 2010].

### Italià
- Giovan Battista Ramusio: Delle navigationi et viaggi Terzo volume, pp. 310–330 - "Relatione che fece Alvaro Nunez detto Capo di vacca" - Venetia, 1565